# Olympische Geschichte Sloweniens
| Gelbes Symbol für Goldmedaillen mit stilisierten Olympischen Ringen | Graues Symbol für Silbermedaillen mit stilisierten Olympischen Ringen | Braundes Symbol für Bronzemedaillen mit stilisierten Olympischen Ringen |
| ------------------------------------------------------------------- | --------------------------------------------------------------------- | ----------------------------------------------------------------------- |
| 9                                                                   | 16                                                                    | 22                                                                      |

Slowenien ist seit 1992 bei Olympischen Spielen vertreten. Olympischen Sommerspiele und Olympischen Winterspielenvertreten.
Das Nationale Olympische Komitee ist das Olimpijski komite Slovenije. Es wurde 1991 gegründet und 1992 offiziell vom IOC anerkannt.
1912 nahmen Sportler aus dem heutigen Slowenien bei der Mannschaft Cisleithaniens (der österreichische Teil des Staates Österreich-Ungarn) und von 1920 bis 1988 bei den Mannschaften des Königreichs Jugoslawien (1920–1926) und der Sozialistischen Föderativen Republik Jugoslawien (ab 1948) teil.
Slowenien trug bis dato (Stand: 2022) keine Olympischen Spiele als Gastgeber aus.

## Allgemeines
Die erste Teilnahme an Olympischen Spielen Sloweniens fand bei den Olympischen Winterspielen 1992 mit einer Delegation 27 Sportlern in sechs Disziplinen (20 Männer, sieben Frauen) statt. Im selben Jahr nahm Slowenien an den Olympischen Sommerspielen teil – mit 35 Sportlern in zwölf Disziplinen (29 Männer, sieben Frauen). Iztok Čop und Denis Žvegelj sowie Milan Janša, Janez Klemenčič, Sašo Mirjanič und Sadik Mujkič waren die ersten slowenischen Medaillengewinner: Alle errangen die Bronzemedaille im Rudern: die beiden erstgenannten im Zweier ohne Steuermann und die weiteren vier im Vierer ohne Steuermann – für Slowenien bedeutete dies Platz 52.
Bei den Olympischen Winterspielen 1994 konnten die ersten olympischen Wintersportmedaillen gewonnen werden: bei den Herren war es Jure Košir mit der Bronzemedaille im Slalom und bei den Damen waren es Alenka Dovžan mit der Bronzemedaille in der Kombination und Katja Koren mit der Bronzemedaille im Slalom – Platz 20 für Slowenien
Bei den Olympischen Sommerspielen 1996 stieg die Leistung weiter: Andraž Vehovar (Kanu, Einer-Kajak, Slalom) und Brigita Bukovec (Leichtathletik, Frauen, 100 Meter Hürden) waren die ersten slowenischen Gewinner einer Silbermedaille. Das bedeutete Platz 55.
Olympischen Sommerspiele 2000: Sloweniens Sportler errangen erstmals einen olympischen Sieg. Iztok Čop und Luka Špik im Rudern (Männer, Doppelzweier) und Rajmond Debevec im Schießen (Männer, Kleinkaliber, Dreistellungskampf). Slowenien verbesserte sich um 19 Plätze auf Platz 36.
Nach einer medaillelosen Teilnahme konnte Slowenien bei den Olympischen Winterspielen 2002 die Bronzemedaille im Skisprung-Teambewerb mit Damjan Fras, Robert Kranjec, Primož Peterka und Peter Žonta gewinnen, was Platz 23 bedeutete.
Olympischen Sommerspiele 2004: Die Medaillenanzahl sank wieder (ein Mal Silber, drei Mal Bronze), damit erreichte Slowenien nur Rang 63 – bis dato (Stand: 2018) die schlechteste slowenische Platzierung. Mit 79 Sportlern war dies die größte slowenische Delegation bei Olympischen Spielen.
Auch 2006 errang Slowenien bei den Olympischen Winterspielen 2006 eine Bronzemedaille, dies bedeutete wiederum Platz 23.
Seit 2008 erreicht Slowenien bei jeder Austragung der Sommerspiele genau eine Goldmedaille, 2008 kamen noch je zwei Silber- und Bronzemedaille dazu; 2012 eine Silber- und zwei Bronzemedaillen und 2016 zwei Silber- und eine Bronzemedaille.
2014 war es Tina Maze, die erstmals eine Goldmedaille für Slowenien bei Winterspielen gewann (Abfahrt und Riesentorlauf). Bei den Olympischen Winterspielen 2018 stellte Slowenien 71 Sportler – die größte slowenische Delegation bei Winterspielen.

## Übersicht der Teilnahmen

### Sommerspiele
| Jahr   | Athleten | Athleten | Athleten | Flaggenträger   | Medaillen | Medaillen | Medaillen | Medaillen | Medaillen |
| Jahr   | Gesamt   | m        | w        | Flaggenträger   |           |           |           | Gesamt    | Rang      |
| ------ | -------- | -------- | -------- | --------------- | --------- | --------- | --------- | --------- | --------- |
| 1992   | 35       | 29       | 6        | Rajmond Debevec | –         | –         | 2         | 2         | 52        |
| 1996   | 37       | 25       | 12       | Brigita Bukovec | –         | 2         | –         | 2         | 55        |
| 2000   | 74       | 55       | 19       | Iztok Čop       | 2         | –         | –         | 2         | 36        |
| 2004   | 79       | 23       | 56       | Beno Lapajne    | –         | 1         | 3         | 4         | 63        |
| 2008   | 62       | 41       | 21       | Urška Žolnir    | 1         | 2         | 2         | 5         | 41        |
| 2012   | 63       | 28       | 37       | Peter Kauzner   | 1         | 1         | 2         | 4         | 43        |
| 2016   | 60       | 36       | 24       | Vasilij Žbogar  | 1         | 2         | 1         | 4         | 45        |
| Gesamt | 410      | 237      | 175      | 7 Teilnahmen    | 5         | 8         | 10        | 23        | 59        |

### Winterspiele
| Jahr   | Athleten | Athleten | Athleten | Flaggenträger          | Medaillen | Medaillen | Medaillen | Medaillen | Medaillen |
| Jahr   | Gesamt   | m        | w        | Flaggenträger          |           |           |           | Gesamt    | Rang      |
| ------ | -------- | -------- | -------- | ---------------------- | --------- | --------- | --------- | --------- | --------- |
| 1992   | 27       | 20       | 7        | Franci Petek           | –         | –         | –         | –         | –         |
| 1994   | 22       | 17       | 5        | Jure Košir             | –         | –         | 3         | 3         | 20        |
| 1998   | 34       | 21       | 13       | Primož Peterka         | –         | –         | –         | –         | –         |
| 2002   | 40       | 24       | 16       | Dejan Košir            | –         | –         | 1         | 1         | 23        |
| 2006   | 37       | 24       | 13       | Tadeja Brankovič       | –         | –         | 1         | 1         | 23        |
| 2010   | 47       | 39       | 8        | Tina Maze              | –         | 2         | 1         | 3         | 21        |
| 2014   | 66       | 50       | 16       | Tomaž Razingar         | 2         | 2         | 4         | 8         | 16        |
| 2018   | 71       | 52       | 19       | Vesna Fabjan           | –         | 1         | 1         | 2         | 24        |
| 2022   | 42       | 22       | 20       | Ilka Štuhec Rok Marguč | 2         | 3         | 2         | 7         | 15        |
| Gesamt | 72       | 43       | 29       | 8 Teilnahmen           | 4         | 8         | 13        | 25        | 25        |

### Jugend-Sommerspiele
| Jahr   | Athleten | Athleten | Athleten | Flaggenträger | Medaillen | Medaillen | Medaillen | Medaillen | Medaillen |
| Jahr   | Gesamt   | m        | w        | Flaggenträger |           |           |           | Gesamt    | Rang      |
| ------ | -------- | -------- | -------- | ------------- | --------- | --------- | --------- | --------- | --------- |
| 2010   | 24       | 12       | 12       | Simon Brus    | 2         | –         | 1         | 3         | 30        |
| 2014   | 48       | 31       | 17       |               | 2         | 2         | 3         | 7         | 29        |
| Gesamt | 41       | 23       | 18       | 2 Teilnahmen  | 4         | 4         | 4         | 12        | 27        |

### Jugend-Winterspiele
| Jahr   | Athleten | Athleten | Athleten | Flaggenträger     | Medaillen | Medaillen | Medaillen | Medaillen | Medaillen |
| Jahr   | Gesamt   | m        | w        | Flaggenträger     |           |           |           | Gesamt    | Rang      |
| ------ | -------- | -------- | -------- | ----------------- | --------- | --------- | --------- | --------- | --------- |
| 2012   | 21       | 11       | 10       | Tim-Kevin Ravnjak | 1         | 4         | 2         | 7         | 30        |
| 2016   | 20       | 12       | 8        |                   | 3         | –         | 2         | 5         | 10        |
| Gesamt | 72       | 43       | 29       | 2 Teilnahmen      | 4         | 2         | 4         | 10        | 12        |